# 瑞应寺
瑞应寺，蒙古族人称“葛根苏木”，汉族人俗称佛喇嘛寺。位于中国辽宁省阜新市阜新蒙古族自治县佛寺镇佛寺村，是一座藏传佛教格鲁派寺院，也是中国东北地区最大的藏传佛教寺院。

## 历史
瑞应寺始建于清朝康熙八年（1669年）。至康熙四十四年（1705年）初具规模。
据当地流传的民间传说，康熙八年（1669年），清朝康熙帝微服私访来到土默特左翼旗，结识了在山洞中修炼的喇嘛（即日后的瑞应寺第一世察罕殿齐活佛桑丹桑布）后，拨出国帑兴建了瑞应寺，桑丹桑布还先后13次觐见康熙帝。
康熙四十二年（1703年），康熙帝御赐寺名“瑞应寺”，并钦赐一块题有满文、蒙古文、藏文、汉文合一的“瑞应寺”蓝底金字、金龙镶边的竖匾。
道光三年（1823年），瑞应寺在给道光帝的奏折中称：“瑞应寺僧人弟子多达三千，属民八百户。”道光四年（1824年），道光帝赐瑞应寺扎萨克喇嘛（第四世察罕殿齐活佛）一枚行政印鉴，上刻有“土默特扎萨克达喇嘛察罕殿齐呼图克图之印”。同时，土默特左翼旗王爷把瑞应寺附近的17个村屯的旗民以及土地、瑞应寺附近的24座寺庙均划归瑞应寺管辖。由此，瑞应寺集行政、司法、宗教权力于一体，“政教合一”，成为中国东北及东蒙古地区最大的藏传佛教寺庙。瑞应寺和海棠山普安寺成为东蒙古地区的佛教中心，民间素有“东藏”之称。
瑞应寺历世察罕殿齐活佛朝觐清朝皇帝次数甚多，以下择其要者列出简况：
- 康熙十五年，第一世察罕殿齐活佛赴西藏途中，在北京朝见了康熙帝。
- 康熙三十七年十月，康熙帝驾临盛京，察罕殿齐活佛前往盛京观见。
- 康熙三十八年十月，达尔罕亲王因为不满清廷，欲起兵反抗。康熙帝传察罕殿齐活佛出面调停，察罕殿齐活佛很好地完成了此项任务。
- 康熙四十年，康熙帝驾临热河，察罕殿齐活佛前往朝观，奏请扩建庙宇获得恩准。
- 康熙四十三，康熙帝将喜峰口外的洼尔土温泉连同八百亩土地赏给活佛。
- 乾隆六年，乾隆帝驾幸热河，第二世察罕殿齐活佛前往观见，并同达尔罕亲王一起狩猎。
- 乾隆三十一年，乾隆帝驻跸热河离宫时，第三世察罕殿齐活佛前往朝观。
- 乾隆四十二年，第三世察罕殿齐活佛再度进京，参加皇太后的丧礼。
- 乾隆四十八年，第四世察罕殿齐活佛进京朝观乾隆帝。第四世察罕殿齐活佛曾先后九次进京朝观皇帝。
- 咸丰元年八月，第五世察罕殿齐活佛进京朝见咸丰帝。

经过一百多年的不断修建，瑞应寺逐渐成为依山傍水的大型建筑群。寺院占地面积18平方公里，殿堂97座、1620多间，僧众住宅达3000多间。鼎盛时期，瑞应寺有喇嘛3000余位。瑞应寺在民间有“有名喇嘛三千六，没名喇嘛赛牛毛”的称誉，在僧俗民众中素有“东藏”的美称。
中华人民共和国成立后，特别是文化大革命期间，瑞应寺遭到严重破坏，建筑及法物、佛像被毁，僧众也被遣散。1984年，辽宁省确定瑞应寺为第一批恢复的合法宗教活动场所，随后瑞应寺修复工程动工。 1994年，瑞应寺的大雄宝殿修复竣工。1997年，重建了活佛殿。1998年8月，居士们发愿修建的天王殿竣工。
1991年，经国家、辽宁省、阜新市有关部门批准，由甘肃拉卜楞寺嘉木样活佛银盆选丸，按照藏传佛教仪轨，正式认定瑞应寺第七世察罕殿齐活佛察罕殿齐·洛桑·义希成来坚措。1997年10月9日，举行了第七世察罕殿齐活佛坐床典礼。同时期，瑞应寺活佛殿院内的一棵已枯死多年的柏树长出新芽。
2012年时，察罕殿齐活佛为第七世察罕殿齐活佛察罕殿齐·洛桑·义希成来坚措，瑞应寺住持为阿斯楞喇嘛。 

## 建筑
瑞应寺建筑方圆十里多，其中主要殿堂有大雄宝殿、祈愿殿、九大臣祈愿殿以及东、西配殿，大雄宝殿外还有四大扎仓、德丹阙凌及活佛殿。周围有五座庙宇即白伞庙、护法殿、度母庙、关帝庙、舍利庙分建于东、西、南、北山顶或山坡上。此外，还有绕寺院一周的环寺路，路旁有上万尊石佛。
- 大雄宝殿：瑞应寺的中心建筑。大雄宝殿外有四大扎仓、德丹阙凌及活佛殿，周围有五座庙宇即白伞庙、护法殿、度母庙、关帝庙、舍利庙分建于东、西、南、北山顶或山坡上。[2]
  - 莽贞：一种大铜锅，藏传佛教寺院举办大型法会时，为僧众和信众做肉粥所用。当年瑞应寺的“莽贞”大铜锅共有四口。每口锅一顿可煮5000斤肉，2000斤米，做一顿肉粥须烧1200捆苞米秸秆。[1]
- 四大扎仓：[2]
  - 萨尼特扎仓（因明学院）：是修习因明学的场所。共计六十三间宫殿式两层建筑，由正殿、五位法王殿、大锅房、东西配房、山门组成，两侧殿堂内藏有佛经，正殿大门内为面积300平方丈的园林，园林内设有花坛、凉亭、辩论台。[2]
  - 曼巴扎仓（医学院）：是修习医学、药学的场所。位于大雄宝殿东侧的山坡上，共计三十三间殿堂，由主殿、配殿、山门组成。这座曼巴扎仓是蒙古地区蒙医药学的中心，名医甚多。比如医生古那，自幼便在此院学习，1949年后曾受周恩来总理接见，获蒙医博士学位，后来曾任内蒙古自治区卫生厅副厅长。[2]
  - 阿布巴扎仓（密宗学院）：是修持密宗的场所。由主殿、偏殿、后殿组成，共72平方米。扎仓内保存着康熙帝使用过的驴鞭。[2]
  - 丁科尔扎仓（时轮学院）：是修习时轮、天文、历算、星卜学的场所。由主殿、藏经殿、时轮金刚殿、天王殿组成。丁科尔扎仓的喇嘛每年均编写一部历书，预报全年的风量、雨量以及日食、月食时间。[2]
- 德丹阙凌：在大雄宝殿西侧，为宫殿式二层建筑，面积21平方丈。殿内藏有第一世察罕殿齐活佛自西藏请来的部分达赖舍利子，以及黄教的祖师宗喀巴吃过乳牛之角。[2]
- 祈愿殿[2]
- 九大臣祈愿殿[2]
  - 东、西配殿[2]
- 活佛殿：位于大雄宝殿外。[2]
- 白伞庙：位于东北山顶。[2]
- 护法殿：位于东南山顶，坐南朝北。[2]
- 度母庙：位于西南山顶。[2]
- 关帝庙：位于西南山坡。[2]
- 舍利庙：位于西北山顶。[2]